# Glamorgan
Glamorgan oder Glamorganshire (walisisch: Sir Morgannwg) ist eine der dreizehn traditionellen Grafschaften sowie eine ehemalige Verwaltungsgrafschaft von Wales. Im Mittelalter war Glamorgan ein Königreich oder Fürstentum. In Glamorgan liegen die beiden größten walisischen Städte, Cardiff und Swansea.
Von 1974 bis 1996 war Glamorgan in  West Glamorgan (einschließlich Swansea), Mid Glamorgan und South Glamorgan (einschließlich Cardiff) aufgeteilt. Heute ist Glamorgan zu Verwaltungszwecken in mehrere Unitary Authorities eingeteilt.

## Geografie
Glamorgan grenzt an Brecknockshire im Norden, Monmouthshire im Osten, Carmarthenshire und die Carmarthen Bay im Westen, sowie den Bristolkanal im Süden. 1961 hatte die Grafschaft 1.227.828 Einwohner auf 2.118 km². Ihr höchster Punkt liegt mit 600 Meter bei Craig-y-llyn.
Glamorgan ist das bevölkerungsreichste und industrialisierteste Gebiet in Wales. Der Nordteil ist gebirgig und von tiefen Tälern durchzogen. Früher dominierte der Kohlebergbau, heute werden lediglich noch drei Minen betrieben, die Tower Colliery in Hirwaun und die viel kleinere Aberpergwm Colliery in Glynneath. Eine dritte Mine, die Unity Mine, früher „Pentreclwydau Colliery“ genannt, wurde kürzlich wiedereröffnet.
Das Vale of Glamorgan, das zumeist aus Ackerland und kleinen Dörfern bestehende Gebiet entlang der Küste, erstreckt sich von Porthcawl bis Cardiff. Weiter westlich, hinter Swansea, liegt die Gower-Halbinsel.
Die größten Gewässer Glamorgans sind die Flüsse Taff, Ely, Ogmore, Neath, Dulais, Tawe, Rhymney, der die Grenze zu Monmouthshire bildet, und der Loughor, der die Grenze zu Carmarthenshire bildet.
Die größten Städte sind Aberdare, Barry, Bridgend, Cardiff, Caerphilly, Cowbridge, Maesteg, Merthyr Tydfil, Mountain Ash, Neath, Penarth, Pontypridd, Porthcawl, Port Talbot und Swansea.

## Sehenswürdigkeiten
- Aberdulais Falls
- Barry Island
- Caerphilly Castle
- Cardiff Castle
- Castell Coch, Tongwynlais
- Cowbridge Grammar School Garten der Cowbridge Grammar School, Schule von Sir Anthony Hopkins
- Dare Valley Country Park,
- Dunraven Park, Southerndown
- Ewenny Priory
- Gower Peninsula
- Llandaff Cathedral
- Llantwit Major
- Museum of Welsh Life, St Fagans
- National Museum of Wales, Cardiff

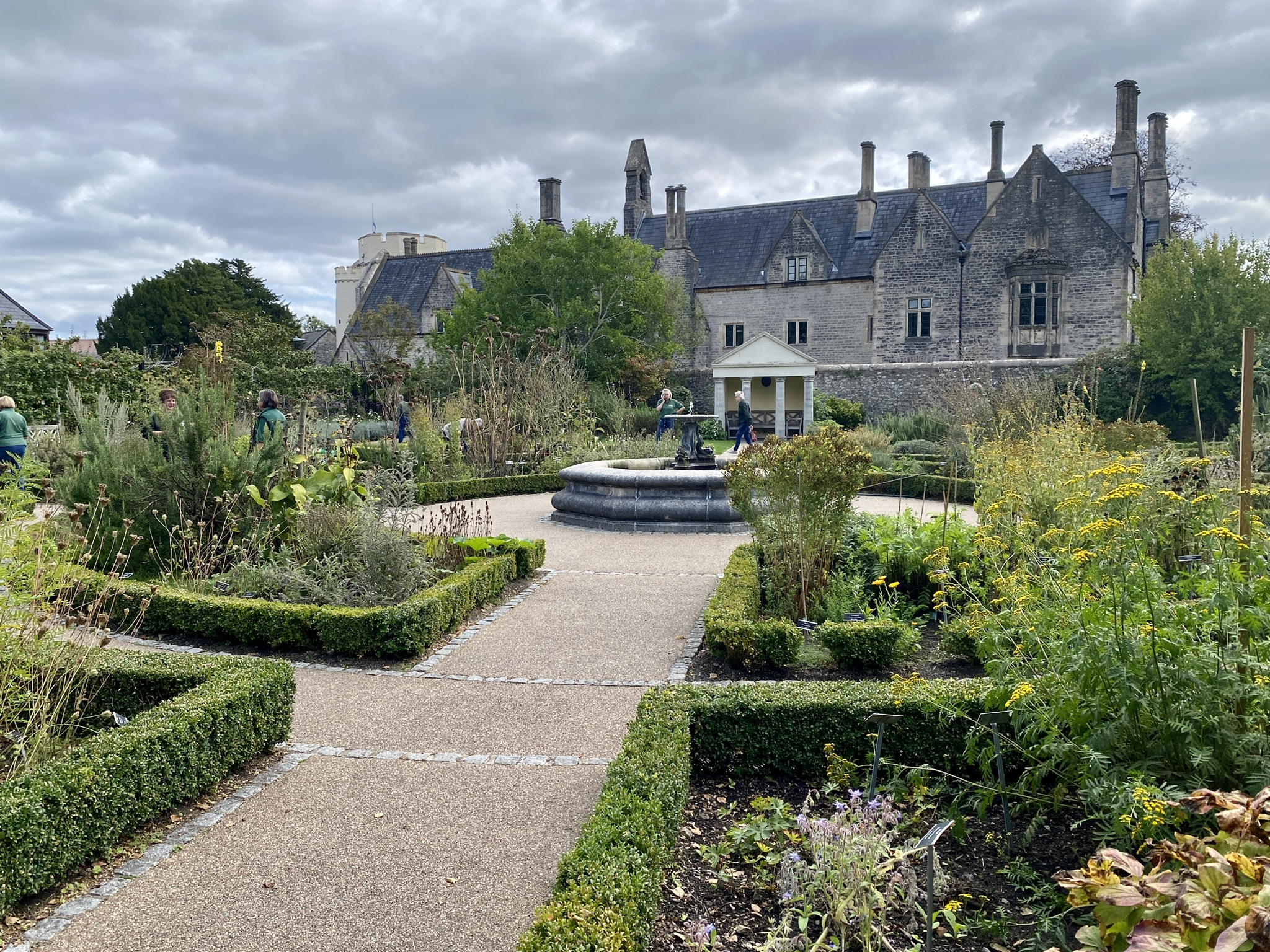
Garten der Cowbridge Grammar School, Schule von Sir Anthony Hopkins

- National Waterfront Museum, Swansea
- Neath Abbey
- Old Beaupre Castle
- Ogmore Castle
- Oxwich Castle
- Margam Country Park,
- Penscynor Wildlife Park, Cilfrew
- Tinkinswood, Cotswold Severn tomb
- Vale of Glamorgan Railway
- Weobley Castle, Gower-Halbinsel

## Geschichte
Glamorgan war ursprünglich ein unabhängiges Königreich mit dem Namen Morgannwg, benannt nach König Morgan, seinem Gründer. Später wurde es mit den benachbarten Königreichen Gwent und Ergyng vereint. Aufgrund seiner Lage war Glamorgan nach Gwent das zweite Gebiet in Wales, das von den Normannen erobert wurde und war darüber hinaus oft Schauplatz von Auseinandersetzungen der Marcher Lords und der walisischen Fürsten.

## Verwaltung
Das County von Glamorgan teilt sich in die industrialisierten Täler, das landwirtschaftlich geprägte Vale of Glamorgan und die pittoreske Gower Peninsula auf.
Die Verwaltungsgrafschaft County of Glamorgan wurde durch den Local Government Act 1888 geschaffen. Swansea und Cardiff wurde zu eigenständigen County Boroughs, später folgte auch Merthyr Tydfil.
Der Local Government Act 1972 hob das County of Glamorgan zum 1. April 1974 auf und bildete mit West Glamorgan, Mid Glamorgan, South Glamorgan drei neue Countys.
1996 wurde das Gebiet von Glamorgan im Wesentlichen auf die Principal Areas Bridgend County Borough, City and County of Cardiff, City and County of Swansea, Merthyr Tydfil County Borough, Neath Port Talbot County Borough, Rhondda Cynon Taf und Vale of Glamorgan aufgeteilt. Die South Wales Police hingegen deckt weiterhin ein Gebiet ab, das dem des alten Glamorgan entspricht.

## Glamorgan-Rind
In der Grafschaft gibt es auch eine eigene Rinderrasse, das Glamorgan-Rind.